# Paul Baxter
Pour les articles homonymes, voir Baxter.
Paul Gordon Baxter (né le 28 octobre 1955 à Winnipeg dans la province du Manitoba au Canada) était un défenseur professionnel de hockey sur glace puis un entraîneur en Amérique du Nord.

## Carrière de joueur
Baxter commence sa carrière en jouant pour les Monarchs de Winnipeg de la Ligue de hockey de l'Ouest en 1972-73 puis en 1974, au cours du repêchage de l'Association mondiale de hockey, il est choisi par les Crusaders de Cleveland en première ronde (11e choix). L'année d'après, les Penguins de Pittsburgh de la Ligue nationale de hockey le choisissent également au cours du repêchage amateur en troisième ronde (49e choix). Cela dit, il ne commence pas de suite sa carrière dans la LNH et continue dans l'AMH pour les Crusaders puis pour les Nordiques de Québec. En 1980-1981, il rejoint les Penguins (à la suite du repêchage d'expansion de la LNH 1979) pour trois saisons puis les Flames de Calgary pour quatre saisons.
En 1981-82, il reçoit 409 minutes de pénalités ce qui constitue un record pour les Penguins.
Il prend sa retraite de joueur en 1987.

## Statistiques
Pour les significations des abréviations, voir Statistiques du hockey sur glace.
| Saison     | Équipe                 | Ligue      |     | Saison régulière | Saison régulière | Saison régulière | Saison régulière | Saison régulière |   | Séries éliminatoires | Séries éliminatoires | Séries éliminatoires | Séries éliminatoires | Séries éliminatoires |
| Saison     | Équipe                 | Ligue      | PJ  | B                | A                | Pts              | Pun              | PJ               | B | A                    | Pts                  | Pun                  |                      |                      |
| 1972-1973  | Monarchs de Winnipeg   | LHOu       | 44  | 9                | 22               | 31               | 359              |                  |   |                      |                      |                      |                      |                      |
| 1973-1974  | Clubs de Winnipeg      | LHOu       | 63  | 10               | 30               | 40               | 384              |                  |   |                      |                      |                      |                      |                      |
| 1974-1975  | Codders de Cape-Cod    | NLAH       | 2   | 1                | 0                | 1                | 11               |                  |   |                      |                      |                      |                      |                      |
| 1974-1975  | Crusaders de Cleveland | AMH        | 5   | 0                | 0                | 0                | 37               |                  |   |                      |                      |                      |                      |                      |
| 1975-1976  | Blazers de Syracuse    | NLAH       | 3   | 1                | 2                | 3                | 9                |                  |   |                      |                      |                      |                      |                      |
| 1975-1976  | Crusaders de Cleveland | AMH        | 67  | 3                | 7                | 10               | 201              | 3                | 0 | 0                    | 0                    | 10                   |                      |                      |
| 1976-1977  | Nordiques du Maine     | NLAH       | 6   | 1                | 4                | 5                | 52               |                  |   |                      |                      |                      |                      |                      |
| 1976-1977  | Nordiques de Québec    | AMH        | 66  | 6                | 17               | 23               | 244              | 12               | 2 | 2                    | 4                    | 35                   |                      |                      |
| 1977-1978  | Nordiques de Québec    | AMH        | 76  | 6                | 29               | 35               | 240              | 11               | 4 | 7                    | 11                   | 42                   |                      |                      |
| 1978-1979  | Nordiques de Québec    | AMH        | 76  | 10               | 36               | 46               | 240              | 4                | 0 | 2                    | 2                    | 7                    |                      |                      |
| 1979-1980  | Nordiques de Québec    | LNH        | 61  | 7                | 13               | 20               | 145              |                  |   |                      |                      |                      |                      |                      |
| 1980-1981  | Penguins de Pittsburgh | LNH        | 51  | 5                | 14               | 19               | 204              | 5                | 0 | 1                    | 1                    | 28                   |                      |                      |
| 1981-1982  | Penguins de Pittsburgh | LNH        | 76  | 9                | 34               | 43               | 409              | 5                | 0 | 0                    | 0                    | 14                   |                      |                      |
| 1982-1983  | Penguins de Pittsburgh | LNH        | 75  | 11               | 21               | 32               | 238              |                  |   |                      |                      |                      |                      |                      |
| 1983-1984  | Flames de Calgary      | LNH        | 74  | 7                | 20               | 27               | 182              | 11               | 0 | 2                    | 2                    | 37                   |                      |                      |
| 1984-1985  | Flames de Calgary      | LNH        | 70  | 5                | 14               | 19               | 126              | 4                | 0 | 1                    | 1                    | 18                   |                      |                      |
| 1985-1986  | Flames de Calgary      | LNH        | 47  | 4                | 3                | 7                | 194              | 13               | 0 | 1                    | 1                    | 55                   |                      |                      |
| 1986-1987  | Flames de Calgary      | LNH        | 18  | 0                | 2                | 2                | 66               | 2                | 0 | 0                    | 0                    | 10                   |                      |                      |
| Totaux AMH | Totaux AMH             | Totaux AMH | 290 | 25               | 89               | 114              | 962              | 30               | 6 | 11                   | 17                   | 94                   |                      |                      |
| Totaux LNH | Totaux LNH             | Totaux LNH | 472 | 48               | 121              | 169              | 1564             | 40               | 0 | 5                    | 5                    | 162                  |                      |                      |

## Transactions en carrière
- Juin 1976 : signe un contrat comme agent libre avec les Nordiques de Québec de l'AMH.
- 7 août 1980 : signe un contrat comme agent libre avec les Penguins de Pittsburgh.
- 29 septembre 1983. Signe un contrat comme agent libre avec les Flames de Calgary.

## Carrière d'entraîneur
Baxter se reconvertit en tant qu'entraîneur dans la Ligue internationale de hockey puis en tant qu'assistant entraîneur de la LNH (pour les Flames). Il reste à ce poste 3 ans puis rejoint les Blackhawks de Chicago pour trois autres saisons.
Par la suite, il devient entraîneur des Flames de Saint-Jean de la Ligue américaine de hockey avant de retourner au poste d'entraîneur adjoint dans la LNH pour les Sharks de San José (de 1997 à 2000) puis pour les Panthers de la Floride (de 2000 à 2003).